# Thierno Diawo
Thierno Diawo Pellel de son vrai nom Thierno Mamadou Diawo Diallo né vers 1900 à Labé et mort en 1984 à Labé, fut l'un des grands écrivains poètes du Fouta djallon du XXe siècle.

## Biographie
Fils de Môdi Abdoulaye Diallo, désigné chef de Mouminia par la direction du Fouta, Thierno Diawo grandit dans un environnement strict et profondément marqué par la dévotion à la religion musulmane. Il ne connut pas son père qui mourut en 1907 à la suite d'un attentat alors qu'il exerçait sa fonction. Le jeune Thierno Diallo fut par la suite élevé par ses sœurs aînées.

## Études
Il suivit l'éducation habituelle pour un ressortissant des familles nobles du Fouta.
À l'âge de 25 ans, il devint disciple du grand érudit Thierno Aliou Bhoubha Ndian. Il le resta pour les deux années suivantes, c’est-à-dire jusqu'au décès de son maître spirituel. Il épousa une de ses nièces, Aissatou Donghol, dont il eut sept enfants.

## Ouvrages
Thierno Diawo Pellel est surtout connu pour la rédaction d'un poème consistant en 409 couplets et chantant l'éloge des grands hommes du Fouta,.